# Игры Британской империи 1930
Игры Британской Империи 1930 года проводились в период с 16 по 23 августа в городе Гамильтон провинции Онтарио (Канада). Они были первыми соревнованиями, которые ныне известны как Игры Содружества. Включали в себя состязания по легкой атлетике, боксу, боулингу на траве, гребле, плаванию и борьбе. Церемония открытия проводилась на Гражданском стадионе, позднее переименованном в стадион Айвор-Уинн. Игры открывал Генерал-губернатор Канады лорд Веллингтон. В играх приняло участие 11 стран входящих в состав Британской Империи: Австралия, Бермуды, Британская Гвиана, Канада, Англия, Ирландия, Ньюфаундленд, Новая Зеландия, Шотландия, Южная Африка, Уэльс.

## Медальный зачёт
Жирным выделено наибольшее количество медалей в своей категории; страна-организатор также выделена.
| Общее количество медалей | Общее количество медалей | Общее количество медалей | Общее количество медалей | Общее количество медалей | Всего |
| ------------------------ | ------------------------ | ------------------------ | ------------------------ | ------------------------ | ----- |
| Место                    | Страна                   | Золото                   | Серебро                  | Бронза                   | Всего |
| 1                        | Англия                   | 25                       | 22                       | 13                       | 60    |
| 2                        | Канада                   | 20                       | 16                       | 18                       | 54    |
| 3                        | Южная Африка             | 6                        | 4                        | 8                        | 18    |
| 4                        | Новая Зеландия           | 4                        | 4                        | 2                        | 10    |
| 5                        | Австралия                | 3                        | 4                        | 1                        | 8     |
| 6                        | Шотландия                | 2                        | 3                        | 5                        | 10    |
| 7                        | Уэльс                    | 0                        | 2                        | 1                        | 3     |
| 8                        | Британская Гвиана        | 0                        | 1                        | 1                        | 2     |
| 9                        | Ирландия                 | 0                        | 1                        | 0                        | 1     |
| Всего медалей            | Всего медалей            | 59                       | 57                       | 49                       | 165   |